# Кирило (Шипило)
Кири́ло Шипи́ло (пол. Cyryl Szypiło; бл. 1651, Полоцьке воєводство, Велике князівство Литовське ― після 1703) ― василіянин, титулярний архієпископ-номінат Смоленської архієпархії Руської Унійної Церкви.

## Життєпис
Народився в Полоцькому воєводстві в сім'ї Станіслава і Олени Шипилів. 1 листопада 1676 року вже як священник-василіянин вступив на навчання до Папської Грецької Колегії св. Атанасія в Римі, яку закінчив у 1684 році (від'їзд з колегії 28 травня 1684 р.) з двома докторатами — з філософії і богослов'я.
1703 р. отримав номінацію на Смоленського архієпископа (підтвердження отримав 6 лютого 1703 р.). Невідомо чи був висвячений, бо того ж року архієпископом Смоленським став Ґедеон Шумлянський.